# Ричленд (округ, Огайо)
Шаблон:StateAbbr_ 40°47′ пн. ш. 82°32′ зх. д. / 40.78° пн. ш. 82.54° зх. д.
О́круг Ри́членд (англ. Richland County) — округ (графство) у штаті Огайо, США. Ідентифікатор округу 39139.

## Історія
Округ утворений 1808 року.

## Демографія
За даними перепису
2000 року
загальне населення округу становило 128852 осіб, зокрема міського населення було 90761, а сільського — 38091.
Серед мешканців округу чоловіків було 64845, а жінок — 64007. В окрузі було 49534 домогосподарства, 34297 родин, які мешкали в 53062 будинках.
Середній розмір родини становив 2,98.
Віковий розподіл населення поданий у таблиці:
| Стать    | До 15 років | 15-21 | 22-29 | 30-39 | 40-49 | 50-65 | 65-85 | Понад 85 |
| -------- | ----------- | ----- | ----- | ----- | ----- | ----- | ----- | -------- |
| Чоловіки | 13549       | 6320  | 6826  | 9837  | 10390 | 10377 | 7001  | 545      |
| Жінки    | 12744       | 5618  | 5631  | 8582  | 9782  | 10953 | 9284  | 1413     |

## Суміжні округи
- Гурон — північ
- Ешленд — схід
- Нокс — південь
- Морроу — південний захід
- Кроуфорд — захід

## Міста-побратими
- Новий Тайбей, Тайвань[7]

## Виноски
1. ↑  U.S. Decennial Census. United States Census Bureau. Архів оригіналу за 26 квітня 2015. Процитовано 10 лютого 2015.
2. ↑  Historical Census Browser. University of Virginia Library. Архів оригіналу за 11 серпня 2012. Процитовано 10 лютого 2015.
3. ↑  Forstall, Richard L., ред. (27 березня 1995). Population of Counties by Decennial Census: 1900 to 1990. United States Census Bureau. Архів оригіналу за 14 лютого 2015. Процитовано 10 лютого 2015.
4. ↑  Census 2000 PHC-T-4. Ranking Tables for Counties: 1990 and 2000 (PDF). United States Census Bureau. 2 квітня 2001. Архів оригіналу (PDF) за 18 грудня 2014. Процитовано 10 лютого 2015.
5. ↑  State & County QuickFacts. United States Census Bureau. Архів оригіналу за 26 червня 2001. Процитовано 10 лютого 2015.(англ.) Наведено за англійською вікіпедією.
6. ↑  American FactFinder. Бюро перепису населення США. Архів оригіналу за 26 лютого 2012. Процитовано 31 січня 2008.
7. ↑  新北市政府 (8 жовтня 2013). 姊妹市及友好城市. 新北市政府. Процитовано 4 серпня 2022.

| США | Це незавершена стаття з географії США. Ви можете допомогти проєкту, виправивши або дописавши її. |